# Synapsis yama
Synapsis yama là một loài bọ cánh cứng trong họ Bọ hung (Scarabaeidae).